# Armée romaine tardive
L'armée romaine tardive est l'armée de l'empire romain selon les caractères qu'elle possédait entre les IVe et Ve siècles apr. J.-C. pour la partie occidentale, ou le VIe siècle apr. J.-C. pour la partie orientale.
À partir du IIIe siècle, l'empire romain est exposé à des menaces extérieures, alors inédites. Le péril barbare enfle près des frontières et l'armée doit être mise en position d'y faire obstacle. C’est sous Constantin, quelque temps après la bataille du pont Milvius semble-t-il, que l’armée et son commandement sont réorganisés.

## L'organisation de l'armée romaine duIVeauVIesiècle

### Organisation et types d'unités

Représentation d'une bataille entre Romains et Barbares au sur le sarcophage de la collection Ludovisi

Depuis Auguste, la structure de l’armée romaine n’a guère évolué, des légions et des troupes auxiliaires cantonnées aux frontières et une garde prétorienne stationnée à Rome. À la fin du IIIe siècle, on trouve déjà dans les sources une armée divisée en deux troupes distinctes : une armée « mobile » et des troupes de garnison aux frontières de l’empire. Selon la Notitia dignitatum, la plupart des anciennes cohortes auxiliaires, des alae, des numeri ou quelques légions sont reclassées comme limitanei, des troupes de frontières ou comme ripenses, des troupes de défense du littoral. À côté de ces unités, une armée destinée à intervenir sur tous les fronts, à mener des expéditions et à accompagner l’empereur existe. Ces troupes prennent le nom de comitatenses. Elles regroupent les unités des Scholae Palatinae, les auxiliae palatinae, les légions palatines et comitatenses et des nouvelles vexillationes de cavaliers, sagittarii, et de cavaliers lourds, catafractarii et clibanarii.
À partir de la fin du IVe siècle, on voit apparaître un nouveau genre d’unités dans la ligne de bataille romaine, les troupes de fédérés. Cette pratique apparaît sous Théodose vers 382, lorsque des Goths sont installés en Thrace, conservant ainsi leur autonomie tribale mais combattant pour les intérêts romains. Les contingents de fédérés sont de plus en plus nombreux au Ve siècle, arrivant à dépasser en effectifs les troupes romaines qu’ils épaulent lors de la bataille des champs Catalauniques en 451. Au IVe siècle, l’influence germanique est, semble-t-il, à l’origine de la création des bucellarii, des soldats levés directement par le général, entretenus par ce dernier et qui combattent à ses côtés sur le champ de bataille. Autre évolution majeure de l’armée romaine tardive par rapport à son ancêtre, la taille des unités. Auparavant, une légion comptait entre 5 000  et   6 000 hommes, désormais, selon les auteurs modernes qui se sont penchés sur la question, la taille d’une légion oscille entre 800  et   1 200 hommes.

### Commandement
Tout comme les unités et leurs organisations, la structure de commandement change au fil des siècles pour aboutir, au IVe siècle, à un modèle assez différent de celui du Principat. Le général de l’armée peut être l’empereur en personne, c’est le cas lors des grandes batailles rangées décisives au IVe siècle, Constantin mène ses troupes à la bataille du Pont Milvius en 312, Valens commande l’armée romaine face aux Goths à Hadrianopolis en 378. Néanmoins, cette pratique se perd plus tard et le commandement est laissé à des comes ou des duces, voir au Ve siècle à des magistri militum et plus rarement à un magister utriusque militiae. Au VIe siècle, ce sont des fidèles de l’empereur, généraux compétents et chevronnés, qui dirigent les armées, comme Bélisaire ou Narsès pour les plus célèbres. On ne voit plus un seul empereur commander après le règne de Théodose Ier (379-395), ni avant le règne de l’empereur Maurice (582-602) à la fin du VIe siècle.
À l’échelon inférieur, le flou semble persister sur le commandement des légions. Ammien Marcellin nous indique que des tribuns pouvaient commander des cohortes, des légions, mais le tribun peut aussi mener un regroupement de différentes légions et d’auxiliae, ou bien ne pas avoir d’affectation et suivre tout de même l’armée. De même, à la tête des légions, ou des unités citées plus haut, on peut trouver un préfet. Enfin, au niveau des officiers subalternes, l’ancien centurion du Principat s’appelle, au IVe siècle, un centenarius. Pour le VIe siècle, les différents officiers sont assez bien connus grâce au Strategikon de Maurice, bien que datant de la fin du siècle, qui rapporte une réalité s’étant mise en place dans le courant du VIe siècle.

## Les mutations profondes de l’armée: christianisation et barbarisation des effectifs
Au cours du IVe siècle, l’armée romaine tardive subit des mutations internes, aussi bien idéologiques que structurelles, dues à l’influence des évolutions de l’Empire romain. Le premier des changements dans l’armée intervient avec la liberté de culte instauré par Constantin en 313 puis la mise en place du christianisme comme religion officielle de l’empire par Théodose Ier en 380. Peu à peu la nouvelle confession s’impose dans le quotidien du soldat et dans les symboles de l’armée, mais le paganisme de l’ancienne religion romaine résiste jusqu’après la fin du règne de Julien. Le second changement est l’intégration progressive de barbares dans les rangs de l’armée romaine à partir de la seconde moitié du IVe siècle à la suite des conflits ayant entraîné des pertes colossales dans les rangs des légionnaires.

### La christianisation de l'armée romaine
Lactance est le premier auteur à rapporter un fait démontrant l’influence du christianisme dans l’armée du début du IVe siècle. Selon cet auteur chrétien, lors de la bataille de Campus Ergenus en 313, entre Licinius et Maximin, juste avant l’affrontement les soldats de Licinius déposent leurs boucliers et leurs casques au sol afin de prier le dieu chrétien. Le christianisme n’apparaît pas spontanément en 312, mais, depuis le IIIe siècle son influence grandit dans la société romaine, il serait erroné de croire que tous les soldats de l’armée romaine du début du IVe siècle sont convertis ou qu’ils se plient aveuglément aux rites de la nouvelle religion autorisée par Constantin une année plus tôt. Il est plus probable que l’auteur ait délibérément généralisé cet acte de piété de légionnaires romains, justifiant ainsi leur victoire sur le général païen Maximin.
Le choix du labarum comme étendard de l’armée romaine tardive est aussi un signe fort de l’omniprésence du christianisme. La bannière de l’empereur et celles des légions ou de l’armée portent désormais les symboles du Christ. L’étendard est un élément sacré pour le soldat qui le vénère, lui voue un véritable culte et doit le protéger au prix de sa vie sur le champ de bataille. Le Strategikon de l’empereur Maurice qui traite le plus longuement de la place de la religion chrétienne dans les armées du VIe siècle. Le général romain a, selon Maurice, tout intérêt à prier Dieu avant d’exposer son armée au danger. Autre indice révélateur, la volonté de bénir les étendards avant d’aller au combat. L’auteur du VIe siècle rappelle que chaque bannière de chaque tagma doit être bénie pour apporter la protection du Seigneur aux soldats de la formation. Et le matin de la bataille, il est conseillé au général et à ses officiers de réciter la prière Kyrie eleison accompagnés des prêtres. Cela révèle l’existence de prêtres attachés aux armées romaines, précurseurs des aumôniers militaires, au moins à la fin du VIe siècle.

### L'épisode païen
Au IVe siècle, la religion chrétienne n’est pas aussi fortement implantée dans l’armée comme au VIe siècle. L’épisode du règne de Julien prouve aisément la fragilité de cette nouvelle confession au sein de la classe militaire. Ammien Marcellin, dont on pense qu’il était opposé, sinon indifférent, au christianisme, raconte comment l’empereur Julien est revenu aux anciens rites païens. C’est lors de l’expédition de Perse que l’auteur tardif évoque la présence d’haruspices auprès de Julien pour le conseiller sur la conduite de la guerre. Mais l’empereur a aussi recours au sacrifice d’animaux pour connaître la volonté des dieux avant le début d’un combat ou pour les remercier de lui avoir offert la victoire comme à Ctésiphon en 363 où il sacrifie des bœufs en l’honneur de Mars Ultor.
À partir du IVe siècle, la religion chrétienne agit comme un véritable facteur de cohésion pour l’armée romaine tardive. Le christianisme est désormais la seule religion officielle des soldats romains. Mais l’intégration de contingents barbares et d’unités fédérées parfois païennes, souvent ariennes, empêche l’implantation totale de la nouvelle religion, au moment où le recrutement de ces soldats extérieurs à l’empire amène quantité d’autres difficultés pour le commandement romain tardif.

### La "barbarisation" de l'armée romaine
Bien que le terme de « barbarisation » soit un néologisme dans la langue française, il exprime néanmoins un phénomène bien réel durant la période étudiée. En effet, l’armée romaine est de plus en plus composée de barbares. Auparavant, seuls les habitants de l’Empire romain pouvaient s’engager dans les rangs des légions, puis petit à petit, des hommes extérieurs à l’empire ont voulu combattre pour Rome. Soldats isolés ou contingents entiers sous les ordres d’un chef indigène, ils ont combattu dans des unités auxiliaires puis régulières. Ce phénomène s’accélère dès la fin du IVe siècle pour finalement se généraliser au Ve siècle dans la partie occidentale. Élément incontournable pour la compréhension de l’armée romaine tardive et de son comportement sur le champ de bataille, la barbarisation a été, et continue à être, largement étudiée par les historiens.
Il existe donc deux formes d’intégration des barbares à l’armée romaine entre le IVe siècle et le VIe siècle. La première consiste au recrutement de soldats étrangers à titre individuel. Le barbare est alors versé dans une unité romaine en fonction de ses capacités et des besoins du moment et il est rapidement intégré et noyé dans la masse des troupes. Il reçoit une formation à la discipline romaine et son équipement standardisé directement de l’armée.
La seconde forme d’intégration des barbares à l’armée romaine apparaît plus tardivement à la fin du IVe siècle. Les empereurs et les maîtres de milice engagent des contingents entiers de barbares pour combler les pertes des guerres récentes extrêmement meurtrières et aussi pour profiter de l’expérience et des aptitudes spécifiques de certaines tribus.
Cependant, bien que la barbarisation de l’armée romaine permette à l’Empire romain de contenir pendant plusieurs décennies les différentes invasions venues du nord, elle n’en a pas moins affaibli sa structure et fragilisé sa cohésion, élément indispensable de l’efficacité d’une troupe sur le champ de bataille, comme le fait remarquer Procope. Dans la bataille, les soldats provenant de l'extérieur de l'Empire sont en tous points semblables aux légionnaires romains auprès desquels ils se battent. Mais quand ce sont des régiments complets de fédérés qui rejoignent les rangs de l’armée romaine cela pose quelques problèmes sur le champ de bataille. Tout d’abord, ces unités sont très souvent commandées par leurs propres chefs, aristocrates, plus ou moins romanisés. Les guerriers fédérés ont gardé leurs armes et leurs étendards, et n’obéissent qu’aux officiers de leurs tribus.

## Les unités sur le champ de bataille

### Les formations adoptées
Entre le IVe et le VIe siècle, les unités romaines tardives ne se déploient pas de la même manière sur le champ de bataille. Une première évidence sur le type de formation a été apportée en 2004 par l’article très détaillé d'Everett Wheeler, « The Legion as Phalanx in the Late Empire ». L’historien anglo-saxon démontre, en s’appuyant sur le traité d’Arrien du IIe siècle, que l’armée romaine tardive abandonne l’ordre manipulaire et le combat à l’escrime pour revenir à la phalange de type grecque, en privilégiant la lance et les formations compactes protégées par des boucliers. Cela se traduit sur le terrain par des unités plus denses avec moins d’espace entre les soldats. Si l’on se fie au traité militaire de Végèce, l’ Epitoma Rei Militaris, chaque homme occupe trois pieds de front, ce qui correspond à un peu moins d’un mètre de large. Par contre, Végèce indique clairement qu’il faut absolument laisser, lors du déploiement, plus de sept pieds entre chaque rang de fantassins, l’équivalent de deux mètres. Végèce recommande, dans ce même passage, entre trois et neuf rangs de profondeurs pour la ligne de bataille mais six rangs apparaît le plus évident selon lui. L'armée combat-elle d’un seul bloc ou est-elle divisée en plusieurs sous-unités comme cela a été le cas sous le Principat et la République avec les cohortes et les manipules ? Dans la première hypothèse, en suivant les chiffres données par l’Epitoma Rei Militaris, au IVe siècle une légion de mille hommes déployée sur six rangs occupe sur le champ de bataille un front de 170 mètres sur 12 mètres de profondeur. Au VIe siècle, l’organisation des unités est bien mieux connu en théorie grâce au Strategikon de Maurice.
Maurice nous informe que, dans le passé, certainement au cours du VIe siècle, les légions étaient formées de plusieurs tagmata de 256 hommes rangés en seize rangs de profondeur. Pourquoi donc seize rangs ? Tout simplement, se déployer sur seize rangs de profondeur permet d’avoir un front de seize soldats, et c’est aussi inspiré de la formation de la phalange macédonienne, qui adopte les seize rangs de profondeur pour seize hommes de front. La tagma occupe, si l’on se réfère aux espacements donnés par Végèce, un front de seize mètres sur 35 mètres de profondeur. Cette profondeur semble une des caractéristiques essentielles du déploiement de l’armée romaine tardive du VIe siècle, car Procope fait remarquer que la phalange romaine est profonde et étendue à la bataille de Taginae. La profondeur de seize hommes permet en outre de diviser à volonté les rangs par deux, pour huit hommes de profondeur, ou par quatre, pour quatre hommes de profondeur.

### La place des soldats
Au sein même de ces formations, chaque soldat a une place bien spécifique en fonction de ses capacités, de son grade et de son expérience. Ammien Marcellin emploie les termes d’antesignani, d’hastati et d’ordinum primi pour décrire les soldats formant les premiers rangs de la légion. Au niveau du vocabulaire, il faut y voir certainement plus un archaïsme qu’une réalité. Néanmoins, même si les termes sont désuets, il est clair que les soldats composant le front des unités différent de ceux qui s’alignent derrière eux. On peut penser que l’ordinum primi fait référence à un sous-officier, peut-être un descendant du centurion du Principat, commandant une division tactique de la légion tardive, une cohorte. Les hastati et les antesignani désignent, pour leur part, les soldats plus lourdement armés du premier rang, destinés à recevoir la charge et à combattre le premier au corps à corps. Arrien au IIe siècle, dans son ouvrage, Ectaxis Contra Alanos, forme sa légion sur huit rangs face aux cavaliers alains, les quatre premiers sont armés de lance et les quatre derniers d’armes de jet, mais cela remonte à plus de deux siècles avant la période étudiée, il n’en demeure pas moins que cet ordre a pu persister jusqu’au IVe siècle, mais rien ne l’indique clairement.
Même s’il reste impossible de savoir si le Strategikon s’inspire d’une pratique militaire passée ou s’il formule seulement des conseils pertinents pour des généraux, il décrit un placement interne plutôt original au sein de la tagma. Partant toujours du principe que la tagma est rangée en seize rangs, sur chaque file, il prend les huit soldats les plus aguerris et les plus compétents et en place quatre devant et quatre derrière, les huit hommes restant, les plus faibles et susceptibles de fuir, sont placés entre les quatre premiers rangs et les quatre derniers. Les hommes peu sûrs sont ainsi encadrés à l’avant et à l’arrière. Le rôle des hommes du front est de combattre au corps à corps, de ne pas poursuivre l’ennemi pour ne pas briser les rangs, quant aux hommes de derrière, ils doivent faire pression sur les huit rangs indécis du centre, tout en retenant les éventuels fuyards.

### Les officiers et sous-officiers
Pour l’emplacement des officiers et des sous-officiers, il n’y a aucune allusion dans les sources des IVe et Ve siècles. Toutefois, on peut légitimement utiliser les informations données dans le Strategikon afin de suggérer quelques hypothèses. Une fois l’unité déployée sur le terrain, les centenarii, primi ordines du IVe siècle ou les tribuns et les comtes du VIe siècle marchent en première ligne au centre sur le front de la formation, ce sous-officier est accompagné par un porteur d’étendard et derrière lui se trouve un sonneur de cor et un aide de camp, ces trois derniers personnages sont le relais direct des ordres du sous-officier avec ses hommes mais aussi avec l’état-major grâce à l’ordonnance. En plus de cela, un héraut et un maître de manœuvre suppléent le commandant de l’unité. Le premier a pour rôle de crier les ordres aux soldats et le second surveille le bon alignement des troupes. Cette organisation n’est pas impensable pour les siècles précédents le traité, des rôles presque comparables se retrouvent dans les légions du Principat avec l’optio par exemple.
Contrairement aux sous-officiers, les officiers de l’armée romaine tardive semblent être à cheval que ce soit pour une question de prestige, de visibilité et surtout de rapidité. Maurice indique que lorsque le meros manœuvre sur le champ de bataille, seul son commandant, le mérarque doit chevaucher au devant, accompagné de deux hérauts, deux chefs de manœuvre, d’un strator, d’un spatharios et de deux ornithoboras. Plus généralement, les officiers romains tardifs tels que les duces ou les comes doivent disposer d’un état-major assez complet composé de messagers, d’aides de camp divers et de gardes du corps fidèles. Le Strategikon poursuit en rappelant que le chef du meros ne doit en aucun cas combattre directement, il doit se préserver en se plaçant derrière les lignes. Il est aussi possible d’imaginer qu’il rejoint le général pour suivre le déroulement de la bataille, prêt à recevoir de nouveaux ordres. A moins qu’il ne mette sa vie en danger en menant lui-même ses soldats au combat. Les auteurs tardifs comme Ammien Marcellin ou Procope citent à de nombreuses reprises les généraux de l’armée romaine s’exposant à de graves dangers, parcourant la ligne de bataille incessamment. À la bataille d’Argentoratum (357), le césar Julien chevauche devant les lignes pour exhorter les troupes puis lorsque le flanc droit est débordé, il le rejoint pour rallier ses cavaliers. Selon Zosime, Julien parcourait toujours les rangs de son armée au moment de la bataille pour sonder ses troupes. Il peut même s’engager personnellement et, lors de son expédition en Perse, c’est d’ailleurs dans un combat en corps à corps face à un Perse qu’il trouve la mort, percé par une lance de cavalerie alors que son escorte n’a pu le suivre au milieu du combat. Cependant, les auteurs désapprouvent une attitude aussi dangereuse, mettant en péril le commandement de l’armée et ils préfèrent tous que le général reste derrière la ligne de bataille pour gérer son armée et envoyer les renforts où il y en a besoin.

## L'équipement du soldat
L’armement de la période tardive diffère, toujours comme avant, en fonction du rang et du type de soldat. Un fantassin porte généralement toujours la lance de deux mètres et le bouclier rond, il dispose d’une spatha, l'épée, accrochée par un baudrier. De plus, il est équipé d’un casque et éventuellement d’une protection de corps. Entre le IVe et le VIe siècle, son profil n’évolue pas sensiblement, il reste avant tout un fantassin lourd destiné à former le noyau dur de l’armée du IVe siècle, portant des armes de jet comme celles décrites précédemment. Enfin la cavalerie peut être divisée en trois grandes catégories pour son équipement : les cataphractes très lourdement protégés par de la maille et des écailles, possédant une lance à deux mains ; les scutaires, des cavaliers équipés comme des légionnaires avec bouclier, lance, épée, casque et armure de corps ; enfin la cavalerie légère équipée d’arme de jet, arc ou javelot, sans armure, excellant dans les missions de reconnaissance et de harcèlement de l’infanterie ennemie. Tous ces armements ont déjà été longuement étudiés et analysés depuis plusieurs années, notamment dans l’ouvrage très complet de Bishop et Coulston ou dans l’étude récente sur l’équipement de l’infanterie romano-byzantine de Stephenson.

### Les défenses corporelles

#### La protection de corps
Tout d’abord, il apparaît clairement que la lorica segmentata, l'armure en plaques de métal, n’est plus en usage depuis le milieu du IIIe siècle. Par contre, ce qui est resté extrêmement populaire et qui semble équiper la majorité des troupes d’infanterie lourde appartenant aux armées comitatenses, c’est la lorica hamata, la cotte de mailles qui existe dans l’armée romaine depuis l’époque républicaine. En parallèle s’est développé le port de la lorica squamata, la cotte d’écailles, essentiellement en Orient, qui garde une forte influence des peuples partho-sassanides. Ces deux derniers types d’armures sont relativement lourds, environ une dizaine de kilos. Mais leur port par le fantassin ou le cavalier les oblige à s’équiper en dessous de ce que l’anonyme du De Rebus Bellicis appelle le thoracomachus, une sorte de gambison confectionné dans différentes épaisseurs de lin afin de le rembourrer et d’amortir les coups portés sur la lorica hamata ou squamata. Equipé ainsi, le soldat romain tardif occupe toujours un rôle central aux IVe et Ve siècles. En effet, ce type de protection de corps, ajouté au port d’un bouclier de bois et d’un casque, rend le fantassin lourd très difficile à défaire à distance. Contrairement aux guerriers barbares, dont les seuls éléments défensifs se limitent couramment à un casque et à un bouclier, le soldat romain dispose d’une protection supplémentaire de choix qui, d’une part, l’immunise presque au tir à longue portée qui viennent se briser contre sa lorica ou son scutum (le bouclier), et d’autre part, le renforce psychologiquement pour avancer au combat, car il se sent mieux protégé que son adversaire.

#### Les casques
Contrairement à la protection de corps qui ne semble pas être généralisée, surtout chez les troupes légères qui ont besoin de garder de la mobilité, la protection de tête reste en vigueur dans toutes les composantes de l’armée romaine tardive. Les casques ont sensiblement évolué à cette période. Ils ne ressemblent plus du tout à ceux du Principat qui se sont inspirés des formes gauloises et italiques. Désormais, l’influence prépondérante est celle des Perses et des peuples de la steppe comme les Sarmates ou les Alains. Les casques sont composés de plusieurs pièces rivetées avec un couvre-nuque et des paragnathides rapportées. Il existe pour la fin de l’Empire romain deux grands types de casques, les rivetés de style Intercisa ou Berkasovo, et les spangenhelm. Le premier semble être apparu au début du IVe siècle et a perduré jusqu’au Ve siècle, le second vers le début du Ve siècle avec l’incorporation massive de fédérés. Cependant, les deux types ont la particularité d’offrir beaucoup moins de protection que les derniers casques du IIIe siècle, notamment les casques de type Niederbieber qui couvraient extrêmement bien la nuque, les joues et protégeaient, à l’aide de renforts nombreux, le sommet du crâne et le front.

### L'équipement offensif

#### L'importance des armes de jet
Contrairement à ses aînées, républicaine et alto-impériale, l’armée romaine tardive emploie un grand nombre de projectiles au combat. En plus des armes classiques de l’antiquité comme l’arc ou la fronde et l’arme habituelle du légionnaire comme le pilum, l’armée romaine tardive utilise de nouveaux équipements comme l’étonnante plumbata ou la controversée arcuballista. Certaines de ces armes sont aussi bien utilisées par des fantassins que par des cavaliers. Ces derniers sont généralement issus de contingents barbares fédérés intégrés à l’armée ou recrutés comme mercenaires, comme c’est le cas au Ve siècle avec les cavaliers des steppes ou d’Arabie employés couramment comme archers à cheval.

#### Sources antiques
- Agathias, Historiae, éd. Maraval P., 2007, Paris.
- Ammien Marcellin, Res gestae, éd. Fontaine J., 2002, Paris.
- Aurelius Victor, De caesaribus, éd. Dufraigne P., 2003, Paris.
- Codex theodosianus, éd. Harris J. et Wood. I. 1993, Londres.
- De rebus bellicis, éd. Ireland R. I., 1984, Leipzig. Traduction française dans Le Bohec Y. et C. Wolff, éd. 2004.
- Eutrope, Breviarum historiae romanae, éd. Hellegouarc’h J., 2002, Paris.
- Rufius Festus, Breviarium rerum gestarum, éd. Arnaud-Lindet M.-P., 2002, Paris.
- Jean Lydus, De magistratibus populi Romani, éd. Dubuisson M., 2006, Paris.
- Jordanès, De origine actibusque Getarum, éd. Devillers O., 1995, Paris.
- Julien, Discours, éd. Bidez J., 2003, Paris.
- Julien, Lettres, éd. Bidez J., 2003, Paris.
- Lactance, De la mort des persécuteurs, éd. Monat P., 1987, Paris.
- Maurice, Strategikon, éd. Dennis G. T., 1984, Philadelphie.
- Notitia Dignitatum, éd. Seeck O., 1983, Francfort. Traduction française dans Richardot Ph. [1998] 2005.
- Panégyriques latins, éd. Galletier E., 2003, Paris.
- Procope de Césarée, History of wars, éd. Dewing H. B., 1954, Cambridge.
- Végèce, Epitoma rei militaris, éd. Reeve M. D., 2004, Oxford.
- Zosime, Histoire nouvelle, éd. Paschoud Fr., 2003, Paris.

#### Ouvrages généraux
- Bishop M. C. et J. C. N. Coulston (1993) : Roman Military Equipment, Londres.
- Carrié J. M. et Rouselle A. (1999) : L'Empire romain en mutation : des Sévères à Constantin, 192-337, Paris.
- Erdkamp P. (2007) : A Companion to the Roman Army, Malden M.A.
- Le Bohec Y. (2006) : L’armée romaine sous le Bas-Empire, Paris.
- Liebeschuetz J. H. W. G. (1986) : “Generals, federates and buccelarii in Roman armies around AD 400”, in Freeman et Lightfoot 1986, 463-474.
- MacDowall S. (1994) : Late Roman Infantryman, 236-565 AD, Osprey Warrior Series 9, Londres.
- Nicasie M. J. (1998) : Twilight of Empire. The Roman Army from the reign of Diocletian until the battle of Andrinople, Amsterdam.
- Richardot Ph. (1998) : La fin de l’armée romaine (284-476), Paris.
- Seillier C. (1993) : « Les Germains dans l’armée romaine tardive en Gaule septentrionale. Le témoignage de l’archéologie », in Vallet et Kazanski, 187-194.
- Stephenson I. P. (1999) : Roman Infantry Equipment. The Later Empire, Stroud.
- Stephenson I. P. (2006) : Romano-Byzantine Infantry Equipment, Stroud.
- Whitby M. (2003) : Rome at War AD 293 – 696, Oxford.

#### Articles et ouvrages scientifiques détaillés
- Coello T. (1996) : Unit Sizes in the Late Roman Army, BAR International Series 645, Oxford.
- Elton H. (1996) : Warfare in Roman Europe A. D. 350-425, Oxford.
- Frank R. I. (1969) : Scholae Palatinae : the Palace Guards of the Later Roman Empire, Rome.
- Goldsworthy A. K. (1996) : The roman army at war, 100 BC – AD 200, Oxford.
- Kazanski M. et P. Périn (1997) : « Les barbares orientaux dans l’armée romaine en Gaule au Ve siècle », in Les Dossiers d’Archéologie 223, 24-31.
- Le Bohec Y. et C. Wolff, éd. (2004) : L’Armée romaine de Dioclétien à Valentinien Ier, Lyon.
- Liebeschuetz J. H. W. G. (1986) : “Generals, federates and buccelarii in Roman armies around AD 400”, in Freeman et Lightfoot 1986, 463-474.
- Nicasie M. J. (1998) : Twilight of Empire. The Roman Army from the reign of Diocletian until the battle of Andrinople, Amsterdam.
- Seillier C. (1993) : « Les Germains dans l’armée romaine tardive en Gaule septentrionale. Le témoignage de l’archéologie », in Vallet et Kazanski, 187-194
- Tomlin R. (1998) : “Christianity and the late Roman army”, in Lieu et Montserrat 1998, 21-51.
- Wheeler E. L. (2004) : “The Legion as Phalanx in the Late Empire, I”, in Le Bohec et Wolff 2004, 309-358.
- Wheeler E. L. (2004) : “The Legion as Phalanx in the Late Empire, II”, in REMA I, 147-175.
- Whitby M. (1998) : “Deus Nobiscum : Christianity, warfare and morale in Late Antiquity”, in : Austin, Harriers et Smith 1998, 191-208.
- Whitby M. (2000) : “The army c. 420-602”, in Cambridge Ancient History 14, 288-314.